# 모리야족
모리야족(산스크리트어: मोरिय, 팔리어: Moriya)은 철기 시대에 존재가 입증된 남아시아 북동부의 고대 인도아리아인 부족이었다. 모리야족은 현재 모리야 공화국이라고 하는 가나상가(귀족 과두제 공화국)로 조직되었다. 

## 위치
모리야족은 아노마강 또는 라프티강에 의해 분리된 코살라의 북동쪽에 살았다. 모리야족의 서쪽 이웃은 콜리야족, 동쪽 이웃으로는 말라족이 있었으며, 사라유강은 그들의 남쪽 경계였다.
모리야족의 수도는 핍팔리바나였으며 서기 7세기 중국 순례자 현장은 냐그로바다나라는 이름으로 언급했다.  

## 이름
모리야족은 공작이 그들의 토템이었기 때문에 원래 모라(공작)에서 이름을 얻었다.   

## 역사
이웃에 있는 다른 공화파 부족과 마찬가지로 모리야는 대마가다 문화권의 동부 갠지스 평야에 있는 인도아리아계 부족이었다. 
붓다가 입적한 후, 모리야족은 그가 세상을 떠나 화장한 영토인 쿠시나가르의 말라족으로부터 그의 유물 일부를 요구했다.   모리야족은 부처의 유해에서 나온 재를 받아 그들의 수도핍팔리바나에 있는 스투파 안에 봉안했다. 
마가다의 아자타샤트루 왕은 그가 밧지족을 합병한 직후에 모리야족을 합병했다.

### 유산
모리야족은 기원전 4세기에 칸다굿타 모리야의 지도 아래 마가다 제국에서 권력을 장악한 마우리아 왕조의 조상이다. 칸다굿타와 그의 후손들은 마가다 제국을 확장하여 한때 남아시아 대부분을 지배했다.
불교의 후원자였던 칸다굿타의 손자 아소카의 통치 아래, 불교 저술가들은 아소카의 조상 부족인 모리야가 코살라 왕 비두다바의 합병으로 인해 산으로 도망친 샤카의 후손이라고 주장함으로써 아소카를 부처와 연결시키려 했다. 가장 오래된 불교 경전의 기록에 따르면 모리야와 샤카는 모두 쿠시나라의 말라카로부터 부처님 유물의 일부를 주장한 부족 중 하나였지만 모리야는 샤카와 동시대에 있었고 이는 모리야족이 샤카 공화국이 멸망하기 전부터 이미 존재했음을 보여준다. 모리야족이 샤카국의 북쪽에 있던 히말라야산맥으로 도망친 샤카족의 후손이라는 주장은 샤카보다 더 남쪽에 있던 모리야 공화국의 지리적 위치로 반박된다.

## 정치
모리야족은 가나상가로 조직된 크샤트리야 부족이었다.

### 의회
다른 가나상가와 마찬가지로 모리야 공화국의 집권 기관은 라자("지배자"를 의미)라는 칭호를 가진 크샤트리야 장로들의 의회였으며, 라자의 아들은 라자쿠마라("왕자")로 불렸다.

### 평의회
의회는 거의 소집되지 않았고 대신 공화국의 행정은 의회 구성원 중에서 선출된 의원으로 구성된 의회의 하위 기구인 평의회의 손에 있었다. 평의회는 의회보다 더 자주 열렸고 공화국의 행정을 직접 담당했다.

### 수반
모리야 의회는 라자들 중에서 공화국의 수반을 선출하였고, 수반은 의회의 도움을 받아 행정부를 운영했다.